# Campiña de Morón et Marchena
La Campiña de Morón et Marchena est une comarque espagnole située dans la province de Séville, en communauté autonome d’Andalousie.

## Communesde la comarque de la Campiña de Morón et Marchena
- Arahal
- Coripe
- Marchena
- Montellano
- Morón de la Frontera
- Paradas
- La Puebla de Cazalla

### Sources
- www.sevillainformacion.org, « Comarcas de Sevilla » (consulté le 15 janvier 2008)

- (es) Cet article est partiellement ou en totalité issu de l’article de Wikipédia en espagnol intitulé « Campiña de Morón y Marchena » (voir la liste des auteurs).